# Anguillara (famiglia)
La famiglia Anguillara è stata una famiglia nobile italiana.

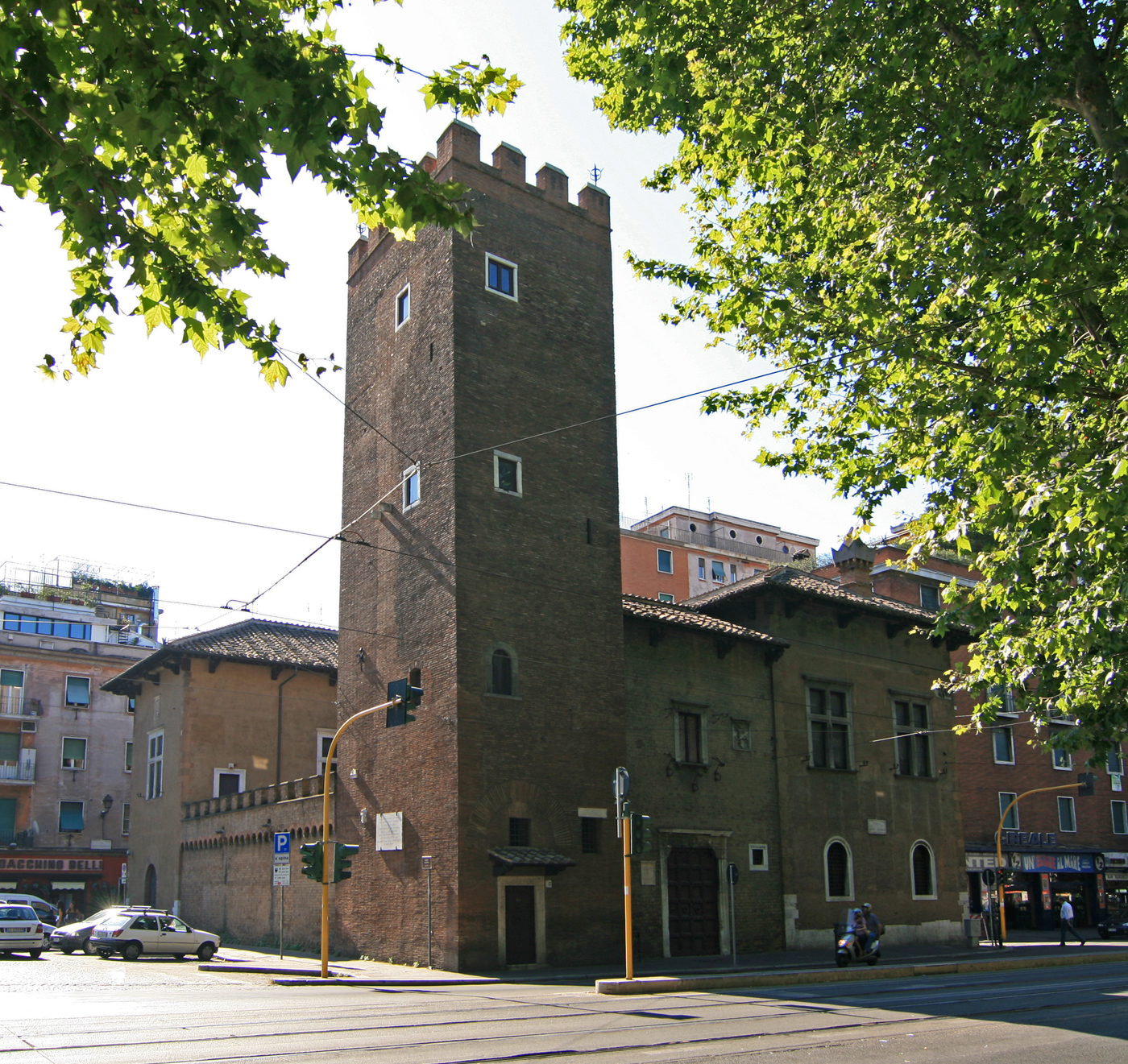
Il palazzo degli Anguillara a Roma

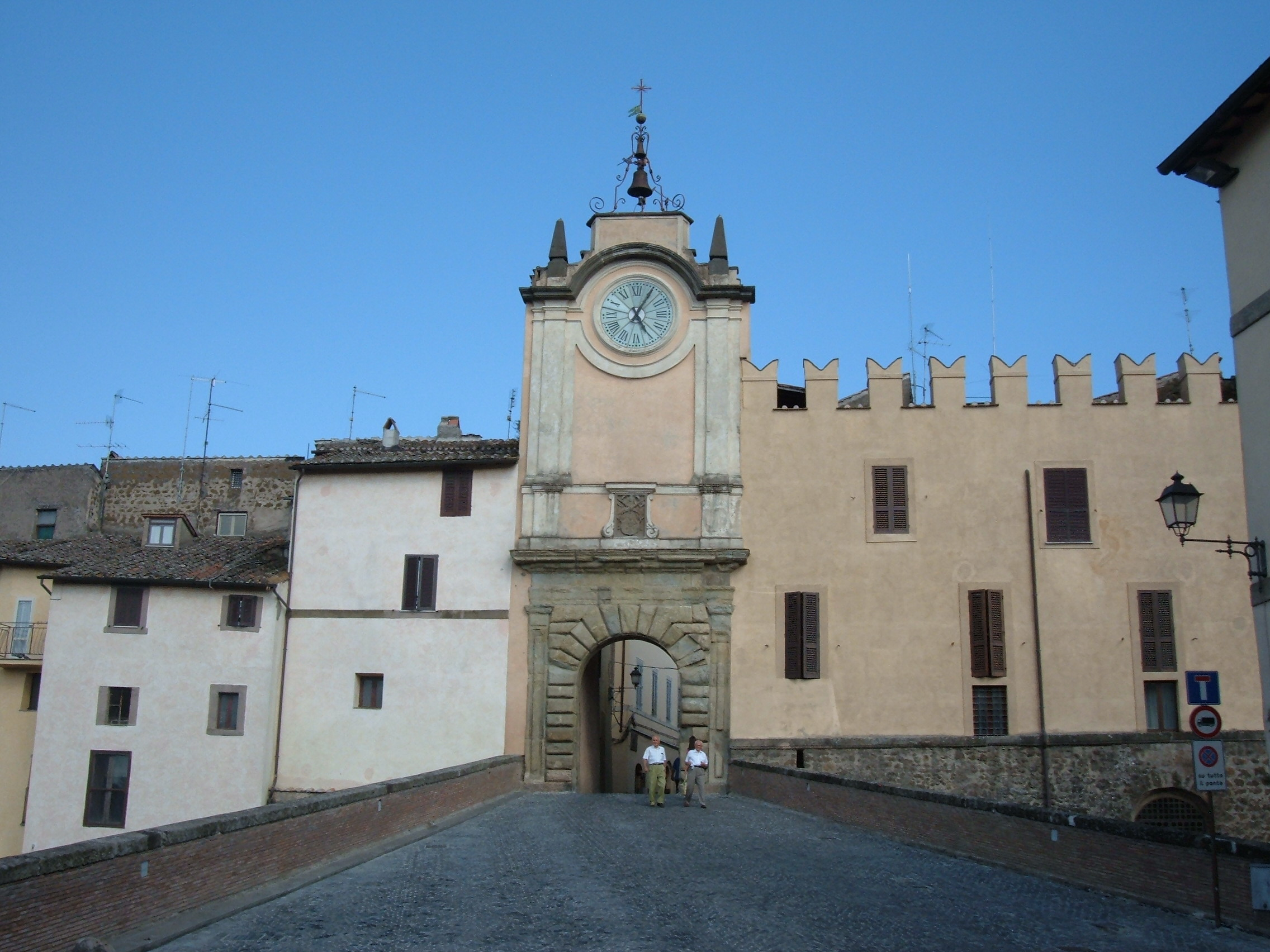
Palazzo Anguillara a Capranica

## Origini
Come quella di tutte le famiglie medioevali italiane, anche l'origine della famiglia degli Anguillara è avvolta nel mistero.
La descrizione data da Francesco Zazzera circa l'origine della famiglia Castelli erroneamente identificati con i Prefetti di Vico che non fornisce ne cita documenti circa la loro parentela con gli Anguillara rende tale lavoro del tutto inattendibile.

In ogni caso il luogo di origine del nome del casato va ricercato nell'omonima località situata sul Lago di Bracciano, Anguillara Sabazia. Per quanto riguarda il nome, ci si deve riferire a due possibilità: la prima ipotesi prevede che il nome derivi da una villa romana sorta su un punto in cui la riva del lago faceva angolo e chiamata perciò angularia; la seconda ipotesi parla di allevamenti di anguille.

## Storia
Gli immediati successori del capostipite Ramone non sono ricordati per particolari iniziative. Contemporaneo di costui sembra essere un Bellizo o Bellizone il cui figlio Guido compare in un documento del 1019 dell'Archivio di Santa Maria in Trastevere, prima testimonianza documentale accertata della famiglia, che lo definisce dominum Guido illustrissimum atque inclito filio quidem Bellizo bone memorie qui appellatur de Anguillaria. Intorno al 1090, troviamo un Gherardo, forse figlio del precedente, signore di Anguillara, alleato con i prefetti di Vico contro il popolo romano. I suoi successori furono Giovanni, che nel 1140 si impossessò di Santa Severa, e Nicolò, che nel 1146 conquistò Tolfa.
Ma il primo esponente della famiglia di cui si hanno maggiori notizie è Pandolfo I, che nel 1186 entra in lotta con la famiglia dei prefetti di Vico per il controllo della zona e, sempre nello stesso anno, si reca ad Orvieto per accogliere Enrico VI. Nel 1191, Enrico VI, in occasione della sua incoronazione a Roma, decide di fermarsi, insieme al suo seguito, come ospite della famiglia Anguillara.

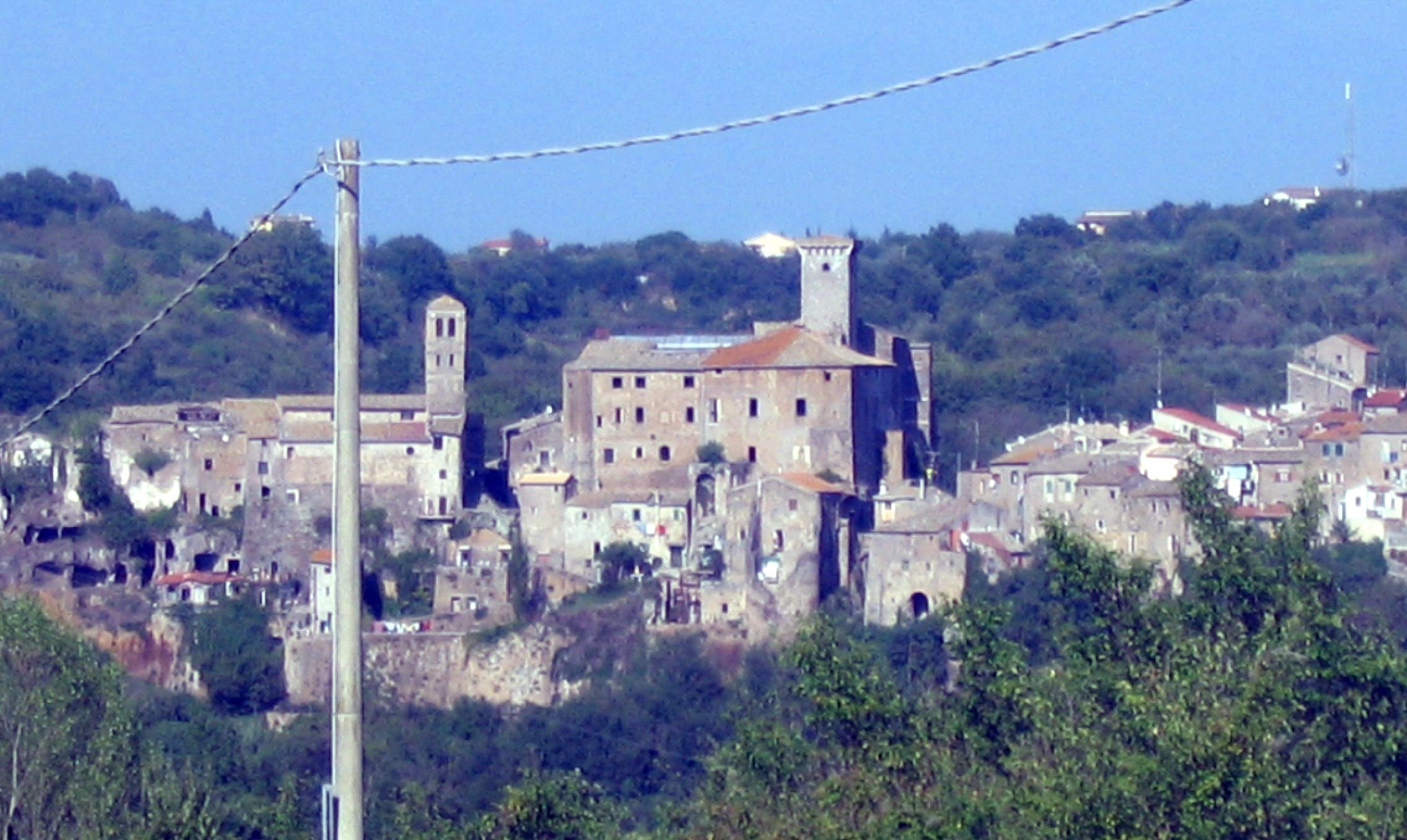
Castello degli Anguillara a Faleria (già Stabia)

Nel XIII secolo continua la lotta tra le famiglie Anguillara e di Vico. Pandolfo II d'Anguillara si schierò al fianco dell'imperatore Federico II durante l'assedio di Viterbo del 1234, ma venne catturato dalle truppe pontificie e rinchiuso in carcere a Ronciglione. A causa di quest'avvenimento il feudo degli Anguillara cadde nelle mani di Pietro di Vico, che vi governò fino al 1246, anno in cui Pandolfo II ne tornò in possesso.
Nel 1283 Pandolfo II Anguillara attaccò il castello di Poggio Sommavilla che venne difeso da Magliano che dovette pertanto subire la reazione papale e del comune romano. Nel 1311, per la sua importanza strategica tra Lazio e Umbria, Magliano attira l'interesse del Comune di Roma e ne diventa vassallo.
Con la cattività avignonese si creò il caos nel Patrimonio di San Pietro, per cui la famiglia dovette spostare i propri centri di potere nella capitale e a Capranica.
È proprio in questa cittadina che Orso di Anguillara, senatore di Roma, ospitò Petrarca nel 1336. Con Orso, figlio di una Orsini e marito di una Colonna, la famiglia entrò di diritto nel novero delle famiglie nobili romane. Nel giorno di Pasqua del 1341 lo stesso Orso, a Roma, incoronò il Petrarca sommo poeta.
Successori di Orso furono Pietro, Dolce ed Everso II, marito di Francesca Orsini. Quest'ultimo nel 1433 acquistò a titolo definitivo Santa Severa e, successivamente, Vetralla, Caprarola e Santa Pupa. Nonostante il merito di aver allargato i possedimenti familiari, la fama di Everso II era pessima a causa della sua tirannia e disonestà. Fu costui che ricostruì la propria abitazione in Roma dove già in passato era attestata la presenza della sua famiglia. Questi difetti vennero ereditati anche dal figlio Francesco, che venne scomunicato, imprigionato a Castel Sant’Angelo e privato dei suoi possedimenti, che ritornarono sotto il diretto controllo della Camera Apostolica, da papa Paolo II. Deiofobo, l'altro figlio di Everso II e fratello di Francesco, riuscì a tornare in possesso del feudo fino alla sua morte, avvenuta nel 1490, anno in cui il feudo venne definitivamente incamerato ed affidato da papa Innocenzo VIII a Franceschetto Cybo.
Tra gli ultimi esponenti della famiglia di cui si hanno notizie, vi sono Virginio degli Anguillara, comandante dell'esercito pontificio durante l'invasione della Repubblica di Siena e duramente sconfitto nella Battaglia di Camollia del 1526; e Renzo degli Anguillara, chiamato a difendere Roma durante il saccheggio dei lanzichenecchi di Carlo V (6 maggio 1527).
Nel periodo feudale la famiglia entrò in possesso di vasti territori del Lazio settentrionale, soprattutto dopo la caduta della famiglia dei Prefetti di Vico, tra cui Tolfa, Canepina, Civitella Cesi, Ronciglione, Capranica, Barbarano, Blera, Vetralla, Bassano, Faleria, spingendosi sino a Tuscania. La famiglia si estinse nel '700.
Due castelli Anguillara sono quelli di Canepina e Castello Anguillara (Faleria).

## Stemma

Stemma nobiliare

Lo stemma di famiglia è composto da due anguille incrociate, ma anche in questo caso non vi è certezza, perché alcuni affermano che non si tratti di due anguille, bensì di due serpenti, tale interpretazione è legata alla leggenda del Conte Ramone, capostipite della famiglia. Si narra, infatti, che intorno al X secolo un drago avrebbe infestato la zona di Malagrotta, terrorizzando i suoi abitanti. Ramone lo sconfisse e il papa, grato per questo servigio, gli donò il territorio su cui avrebbe costruito la propria dimora. In realtà, è ipotizzabile che il drago (poi iconizzato come serpente) fosse una banda di predoni che imperversava nella zona, fino al giorno in cui non venne annientata da guerrieri di professione.